# Glaurocara punctigera
Glaurocara punctigera là một loài ruồi trong họ Tachinidae.